# Парк наказаний
«Парк наказаний» (англ. Punishment Park) — сатирический кинофильм британского режиссёра Питера Уоткинса, вышедший на экраны в 1971 году. Фильм снят в жанре псевдодокументального кино.

## Сюжет
Действие происходит в ближайшем будущем. Президент Никсон в условиях нарастающей международной напряжённости и акций протеста внутри страны вводит чрезвычайное положение. Отныне разрешены упрощённые процедуры ареста и суда над лицами, представляющими опасность для государства: людьми левых убеждений, критически настроенной интеллигенцией, пацифистами, уклонистами от военного призыва и т. д. Таких людей судят специальные трибуналы, на которых дело практически не рассматривается по существу, а защита обвиняемых фактически отсутствует.
В качестве альтернативы многолетнему тюремному заключению обвиняемым предлагают три дня в так называемом «парке наказаний», предназначенном для тренировки полицейских сил. Цель «преступников» — пройти более 50 миль пешком по пустыне и достичь условленного пункта с установленным там американским флагом, не будучи при этом перехваченными идущими по пятам полицейскими. Фильм построен в форме телерепортажа, снимаемого журналистами из Великобритании и ФРГ.
Питер Уоткинс о работе над фильмом:

«Парк наказаний» был снят в августе 1970 года в пустыне Сан-Бернардино примерно в 100 км от Лос-Анджелеса. Актёрский состав, как обычно, был смесью по большей части непрофессиональных и молодых профессиональных актёров в основном из Лос-Анджелеса и окрестностей. Всех членов трибунала изображали жители Лос-Анджелеса — профсоюзный работник, дантист, домохозяйка … [В США] «Парк наказаний» был снят с проката уже через четыре дня. С тех пор фильм редко показывали в США и никогда – по [американскому] телевидению.
Оригинальный текст (англ.)‘Punishment Park’ was filmed in August 1970, in the San Bernadino desert, about 100 kms from Los Angeles. The cast, as usual, was a mix of mainly non-professional and young professional actors, mostly from Los Angeles and environs. The members of the tribunal were all portrayed by citizens of Los Angeles - a trade union officer, a dentist, a housewife … [In USA] ‘Punishment Park’ was withdrawn from the cinema after only four days. Since then, ‘Punishment Park’ has rarely been shown in the US, and never on TV.

## В ролях
- Патрик Боланд — обвиняемый
- Кент Форман — обвиняемый
- Кармен Аргензиано — Джей Кауфман, обвиняемый
- Люк Джонсон — обвиняемый
- Кэтрин Куитнер — Нэнси Смит, обвиняемая
- Джеймс Артур Колер — обвиняемый
- Стэн Армстед — Чарльз Роббинс, обвиняемый
- Мэри Эллен Клейнхолл — Эллисон Митчнер, обвиняемая
- Марк Китс — Уильям Хегер, председатель трибунала
- Глэдис Голден — Мэри Юргенс, член трибунала
- Сэнфорд Голден — сенатор Харрис
- Джордж Грегори — мистер Киган
- Норман Синклер — Альфред Салли, член трибунала
- Зигмунд Рич — профессор Хэзлетт
- Пол Розенстайн — Пол Рейнольдс, член трибунала